# Koszmosz–652
Koszmosz–652 (oroszul: Космос–652), Koszmosz műhold, a szovjet műszeres műhold-sorozata tagja, harmadik generációs felderítő műhold.

## Küldetés
A Zenyit–4MK (Germesz) fotófelderítő műhold-sorozat tagja. Szolgálati ideje alatt pályagörbülete mellett fényképfelvételeket készített, amit a leszállóegység kiértékelésre visszahozott a Földre.

## Jellemzői
Tervezte és építését ellenőrizte a Központi Iroda (CSKB) (oroszul: Центральное специализированное конструкторское бюро) (ЦСКБ). Üzemeltetője a moszkvai MO (Министерство обороны) minisztérium. GRAU-kódja (11F692).
1974. május 15-éna Bajkonuri űrrepülőtér indítóállomásról egy Szojuz–U űrhajózási hordozórakétával (11D82M) juttatták Föld körüli, közeli körpályára. Az orbitális egység pályája 89,6 perces, 51,7 fokos hajlásszögű, elliptikus pálya perigeuma 172 kilométer, apogeuma 341 kilométer volt. Tömege 6300 kilogramm, ez mintegy 1500 kilogrammal volt nehezebb, mint a Zenyit–2. Föld-közeli pályája miatt hőszabályozó berendezéssel volt ellátva.
A Zenit fotófelderítő műholdaknak összesen 8 típusváltozatát fejlesztették ki, a Zenyit–8-at az 1980-as évek közepétől használták. A változatok fejlesztését mindig az új technikai eszközök megjelenése tette időszerűvé. A Zenyit–2M továbbfejlesztett változata.
A sorozat felépítését, szerkezetét, alapvető fedélzeti rendszereit tekintve egységesített, szabványosított űreszköz. Az űreszköz teljes hossza 6.5 méter, a visszatérő modul 3100 kilogramm, átmérője 2,3 méter, térfogata 5,2 köbméter – itt helyezték el a kamerákat, felbontó képesség 1 méter –, melyek több ezer képet készítettek. A két végéhez csatlakozó kúp alakú egység tartalmazta a műszereket, illetve a manőverező, fékező rendszert. 
Energiaellátását (kémiai) akkumulátorok biztosították, hasznos élettartamuk 12-14 nap volt. Tájolása háromtengelyesen Föld központú, stabilizálását giroszkóp, illetve segédfúvókák biztosították. Kialakított pályasíkja mentén fototechnikai felderítést, műszereivel atomkísérletek ellenőrzését végezte, illetve röntgensugár-csillagászati méréseket végzett. Nagy felbontású felderítő optikai műhold, üzembe állításával a területi lefedettséget biztosították. Ftor–4 típusú fényképezőgéppel ellátott, 3 m-es fókusztávolságú berendezés volt. A fény útját egy tükörrendszerrel törték meg, hogy a tervezett fókusztávolság biztosított legyen. A fényképezőgép maximális felbontása 1–2 m volt. Új technikai megoldásként alacsonyabb pályára állított műholdat gázmotoros hajtóművel szerelték fel, melynek segítségével kisebb pályakorrekciókat tudott végrehajtani. Föld-közeli szolgálati magasságban alkalmazták a Zenyit–4M, Zenyit–4MK és Zenyit–4MKM fotófelderítő műholdakat.
A típus első szolgálata a Koszmosz–371 (1970) volt, az utolsó űregység a Koszmosz–1214 lett (1980) .
Május 23-án 8 napos szolgálati idő után (élettartama 12-14 nap) földi parancsra belépett a légkörbe és hagyományos – ejtőernyős leereszkedés – módon visszatért a Földre.

## Külső hivatkozások
- Koszmosz–652. nasa.gov. (Hozzáférés: 2013. október 2.)
- Koszmosz–652. lib.cas.cz. [2013. október 13-i dátummal az eredetiből archiválva]. (Hozzáférés: 2013. október 2.)
- Koszmosz–652. svengrahn.pp.se. (Hozzáférés: 2013. október 2.)
- Koszmosz–652. svengrahn.pp.se. (Hozzáférés: 2013. október 2.)
- Koszmosz–652. skyrocket.de. (Hozzáférés: 2013. október 2.)

| Elődje: Koszmosz–651 | Koszmosz-program 1970–1980 | Utódja: Koszmosz–653 |